# Hamilton Inlet
El Hamilton Inlet es un fiordo o entrante en la costa de la península del Labrador, en el fondo de la bahía Groswater, en la provincia canadiense de Terranova y Labrador. Junto con el lago Melville forma el estuario más grande de la provincia, que se extiende más de 140 kilómetros hacia el interior por la bahía Goose-valle Happy, y sobre todo, drena las cuencas del río Churchill y del río Naskaupi. El lago Melville se considera una parte de Hamilton Inlet y se extiende profundamente en dirección oeste, por el estrecho paso cerca de la comunidad de Rigolet. 
Hay un servicio de ferry que atraviesa el Hamilton Inlet, conectando las comunidades de la bahía Goose-valle Happy con las ciudades de Cartwright y Lewisporte, en Terranova.

## Historia
Uno de los primeros navegantes conocidos que navegó por sus aguas fue el explorador inglés John Davis, que en su segundo viaje de 1586 , a bordo de la Mooneshine habría llegado hasta el entrante descendiendo en dirección sur desde la isla de Baffin. Al llegar a esta altura de la costa Davis emprendió el regreso al Reino Unido. En 1589 volvió a hacer un viaje similar, y también paso cerca del entrante, aprovechando para poner rumbo a Europa. 